# Marcel Dierkens
Marcel Dierkens (Arsdorf, 3 de setembro de 1925 — Oostende, 19 de setembro de 2008) foi um ciclista luxemburguês. Ele terminou em último lugar no Tour de France 1954.